# カルロス・カスタネダ
カルロス・カスタネダ（Carlos Castañeda、1925年12月25日 - 1998年4月27日）はペルー生まれのアメリカの作家・人類学者。

## 概要・経歴
UCLAで文化人類学を学び、ヤキ・インディアンの呪術師ドン・ファン・マトゥス（カチョーラ・ギッティメア Cachora (Kachora) Guitimea）の下で修行したと著作で記述される。その著作には、呪術師との哲学的な対話や薬草を用いた意識の変容体験等が、社会学や人類学のフィールドワークを下敷きにした、生き生きとしたルポルタージュの様式によって描かれている。公式な場面に姿を見せなかったため、謎が多い作家としてさまざまな推測を生んだ。『魔女の夢』フロリンダ・ドナー（日本教文社）と、タイシャ・エイブラー (Taisha Abelar) の著書 The Sorcerer's Crossing に序文を書いている。
カスタネダの一連の著作は、呪術師ドン・ファンの実在性について大きな論争を巻き起こした。ドン・ファンは実在の人物ではなく、哲学的パフォーマンスよって演じられた架空の人物ではないかとの推測もなされている。またカルロス・カスタネダの最初の妻 Margaret Runyan Castaneda は著書 My Husband Carlos Castaneda で、カスタネダの著作に書かれているような話は物理的事実としては存在しないとしている。ともあれ、ドン・ファンを通して語られた非西欧的な知恵は読者を魅了し、アメリカ合衆国を中心として世界に広がったカウンターカルチャー全般、とりわけスピリチュアリズム、ニューエイジ運動などに影響を与えた。その背景には、ビートニク世代から受け継がれた禅や道教といった東洋思想への関心や、「他者の思想」によって西欧中心の世界観を反省しようとする人類学的な思想背景があった。また彼女は著書の中で、ドン・ファン・マトゥスの名前についてカスタネダはポルトガルのワインであるマテウス・ロゼを飲みながら「新たな発想はここからやってくる」とつぶやいていたという事が書かれている。
カスタネダは著名な文化人であったが、公の場に姿を現すことはほとんどなかった。1973年3月5日号の『Time』誌の表紙記事となり、同誌は「謎に包まれたミステリーがトルティーヤに包まれているような人物」と評した 。表紙の写真において、カスタネダが代理人を使っていた可能性が明らかになった際には、論争が起こった。
記者のサンドラ・バートンは、カスタネダの「個人の歴史からの自由」という信条を知らなかったようであり、彼の生涯に関する記述の食い違いを問いただした。それに対し彼は次のように答えた。「私の統計情報を提供することで人生を証明しろというのは、まるで魔術を科学で立証しようとするようなものだ。それは世界から魔法を奪い去り、我々をすべて記念碑に変えてしまうのだ」。このインタビューの後、カスタネダは1990年代まで公の場から姿を消した。

### テンセグリティ
1990年代に入り、カスタネダは再び公の場に姿を現し、テンセグリティを広める活動を行った。プロモーション資料では、テンセグリティは「スペイン征服以前の時代にメキシコに住んでいた先住民のシャーマンたちによって開発された『魔法の型（magical passes）』と呼ばれる一連の動作を現代化したものである」と説明されていた。
カスタネダはキャロル・ティグス、フロリンダ・ドナー＝グロー、タイシャ・アベラールと共に、1995年にCleargreen Incorporatedを設立した。設立目的は「テンセグリティのワークショップ、クラス、出版物を後援すること」とされている。テンセグリティに関するセミナー、書籍、その他の関連商品はCleargreenを通じて販売された。

### 晩年・死去
1998年4月27日にロサンゼルスにて肝臓癌による合併症のため死去した。 公的な追悼式は行われず、火葬後に遺灰はメキシコに送られた。彼の死は外部の世界には知られず、ほぼ2か月後の1998年6月19日、スタッフライターJ. R. Moehringerによる『静かなる死——神秘作家カルロス・カスタネダ』という追悼記事が『Los Angeles Times』紙に掲載されて、初めて公になった。

## 影響
カスタネダの著作のインパクトは幅広い分野に及んでいる。例えば日本では最初哲学者の鶴見俊輔によって著作が紹介され、社会学者の見田宗介（真木悠介）によって比較社会学やコミューン研究の立場から読解がおこなわれた。フランスでもジル・ドゥルーズとフェリックス・ガタリの共著『千のプラトー』で引用され、スピノザ哲学やアントナン・アルトーの文学実践とともに、鍵概念である「器官なき身体」を導く例として大きな問題を提起した。ドゥルーズとガタリは「カスタネダの本を読んでいくうちに、読者にはドン・ファンというインディアンの実在性が疑わしくなり、他にも多くのことが疑わしくなる。しかし結局それは、まったくどうでもよいことだ。カスタネダの本が民俗誌学というよりは諸説の混沌とした記述であり、秘技伝授についての報告というよりは、実験の定式であるとしたら、なおさらいいのだ」と述べている。また日本の宗教人類学者、中沢新一は、ハロルド・ガーフィンケルによる微視社会学のメソッド「エスノメソドロジー」をアレゴリー化し、「西欧の近代知に内属する人類学的思考の限界をつきぬけようとした」実践例であると述べる。
初期の著作はポストモダン人類学や宗教現象学の実例として大きな話題を呼んだが、後年カスタネダ自身が自ら体得した知恵を紹介し始めたことから、ネオシャーマニズムのリーダー的存在と見なされるようになっていった。心理療法家のアーノルド・ミンデルはその著『シャーマンズ・ボディ』でカスタネダの示したメソッドを発展的に紹介している。日本では宗教人類学者の永沢哲が、こうした文脈の中でカスタネダを評価している。また、精神主義的なニューエイジ運動に距離をとっている芸術家たちの多くも影響を公言している。たとえば、作家のよしもとばなな、音楽家の細野晴臣もカスタネダの著作を愛読書として挙げているほか、漫画家の藤原カムイの初期作品に影響が見られる。おなじく外薗昌也の漫画『ワイズマン』は直接の影響関係にある。元格闘家の須藤元気が自身の著作で『呪術師と私』を紹介したことから再び注目されている。

## 著作文献リスト
- 真崎義博 訳『呪術師と私-ドン・ファンの教え』二見書房、1972年。ISBN 4-576-00029-2。（最初は『呪術ドン・ファンの教え-ヤキ族の知』の題で刊行）(en:The Teachings of Don Juan)
- 真崎義博 訳『呪術の体験-分離したリアリティ』二見書房、1973年。ISBN 4-576-00030-6。(en:A Separate Reality)
- 真崎義博 訳『呪師に成る-イクストランへの旅』二見書房、1974年。ISBN 4-576-00031-4。(en:Journey to Ixtlan)

- 名谷一郎 訳『未知の次元-呪術師ドン・ファンとの対話』講談社〈講談社学術文庫〉、1979年。ISBN 4-06-159078-2。Tales of Power
  - 『力の話』(新装・新訳版)　真崎義博訳、太田出版、2014年。ISBN 9784778313371。Tales of Power
- 真崎義博 訳『呪術の彼方へ-力の第二の環』二見書房、1978年。ISBN 4-576-00088-8。The Second Ring of Power
- 真崎義博 訳『呪術と夢見-イーグルの贈り物』二見書房、1982年。ISBN 4-576-00196-5。The Eagle's Gift
- 真崎義博 訳『意識への回帰-内からの炎』二見書房、1985年。ISBN 4-576-85026-1。The Fire From Within
- 真崎義博 訳『沈黙の力-意識の処女地』二見書房、1988年。ISBN 4-576-90079-X。The Power of Silence
- 真崎義博 訳『夢見の技法-超意識への飛翔』二見書房、1994年。ISBN 4-576-94175-5。The Art of Dreaming
- 結城山和夫 訳『呪術の実践-古代メキシコ・シャーマンの知恵』二見書房、1998年。ISBN 4-576-98169-2。Magical Passes
- 結城山和夫 訳『無限の本質-呪術師との訣別』二見書房、2002年。ISBN 4-576-01154-5。The Active Side of Infinity
- 北山耕平 訳『時の輪-古代メキシコのシャーマンたちの生と死と宇宙への思索』太田出版、2002年。ISBN 4-87233-537-6。The Wheel of Time

などの邦訳がある。